# Salurnis dulitana
Salurnis dulitana är en insektsart som beskrevs av Victor Lallemand 1939. Salurnis dulitana ingår i släktet Salurnis och familjen Flatidae. Utöver nominatformen finns också underarten S. d. minuta.